# فرازمین

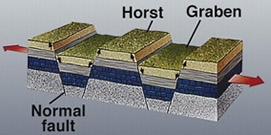
فراززمین یا هورست

فرازمین یا فرابوم (به انگلیسی: Horst) در زمین‌شناسی به یک قطعه بالابرده‌شده از زمین گفته می‌شود که میان دو گسل موازی قرار گرفته‌شده‌باشد.
کوهه از عملکرد گسل‌های عادی به‌وجود می‌آید.